# Dambai
Dambai – miasto w Ghanie, w regionie Wolta, w dystrykcie Krachi East.